# Lyon Playfair

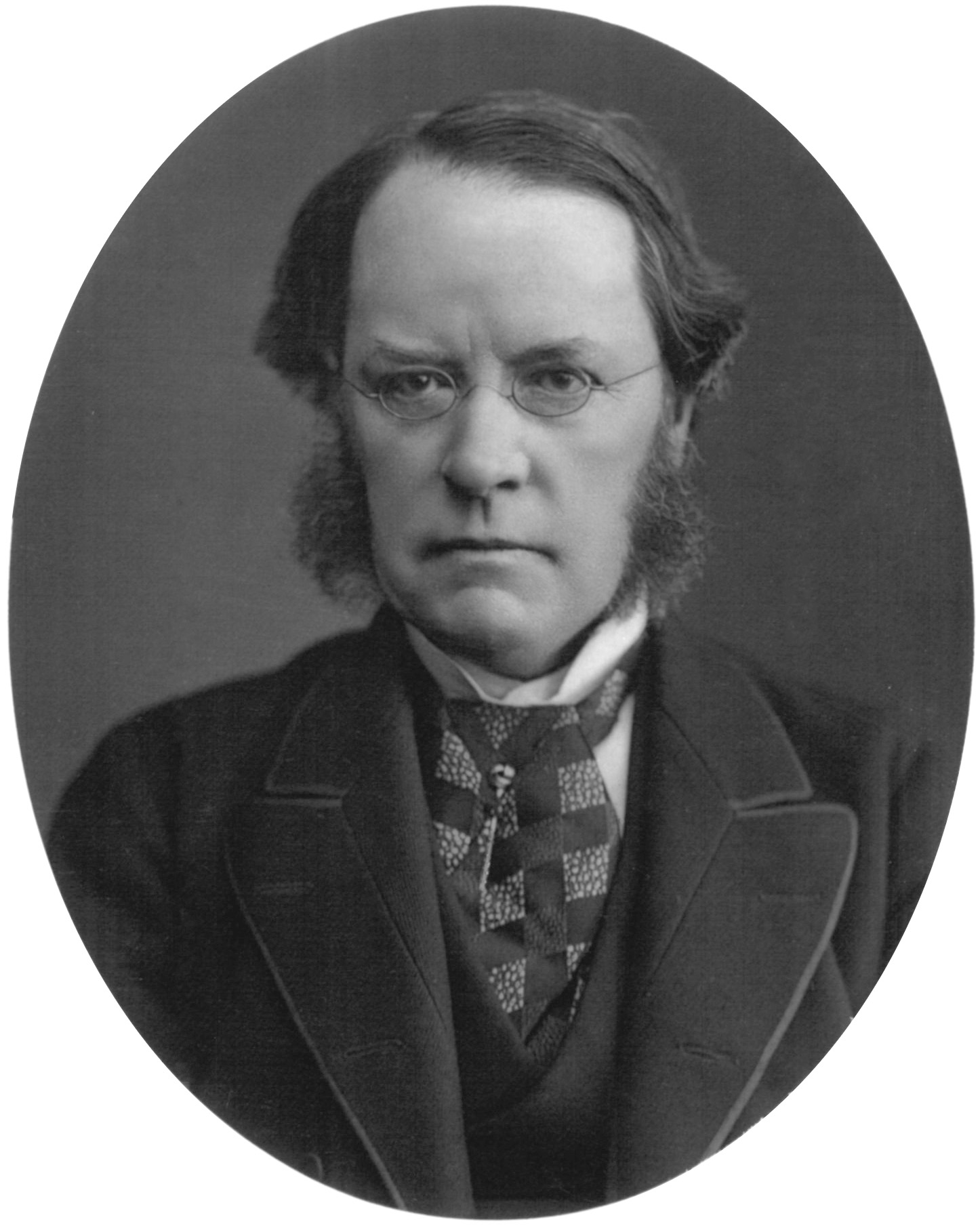
Lyon Playfair

Lyon Playfair, 1. baron Playfair (ur. 1 maja 1818 w Chunar, Bengal, zm. 29 maja 1898 w South Kensington), szkocki naukowiec i parlamentarzysta, popularyzator wynalezionego przez Charlesa Wheatstone’a szyfru Playfair.
W latach 1873–1874 pełnił ministerialną funkcję poczmistrza generalnego.
Podczas wojny krymskiej proponował użycie broni chemicznej w postaci pocisków artyleryjskich wypełnionych cyjankiem kakodylu. Jego propozycja była rozważana przez premiera Palmerstona, jednak została odrzucona przez brytyjski urząd zaopatrzenia.